# Republikken Venedigs økonomiske historie
Republikken Venedigs økonomiske historie har især været forbundet med handel. Gennem skiftende tider har Venedig haft handel som en afgørende forudsætning for sin trivsel, til dels suppleret med fremstillings- og forædlingsvirksomhed.
Venedig kan spores tilbage til etruskerne – det vil sige til tiden før Romerriget. Venedig ligger i den nordlige ende af Adriaterhavet, og denne placering drog byen fordel af i middelalderen, da den lå tæt på sine markeder i Mellemeuropa og gennem tilknytningen til det byzantinske rige. Byen blev stadig mere selvstændig og opnåede derved handelsfordele såvel i Byzans som i det tysk-romerske rige. Ved det 4. korstog blev dogen i Venedig i 1204 nominel hersker over 3/8 af det byzantinske rige, hvorved der opstod et venetiansk kolonirige. Det dannede den logistiske rygrad for skibskonvojerne og den frie handel, samt Venedigs forsyning med grundnæringsmidlet hvede.
Denne kommercielle revolution med dens nye organisations-, livs- og kulturformer førte til en aldrig tidligere set dominans indenfor økonomi, bogholderi og regnskab. Venedigs handelsmetoder, samfundsformer og finansieringsmetoder, og metoder til erhvervsfremme var ofte langt forud for udviklingen i resten af Europa.
Korstog og erobringen af Konstantinopel åbnede samtidig i flere århundreder for direkte handel til langt ind i Asien, men disse handelsrejser krævede dog også, i lighed med udrustning af de regelmæssige skibskonvojer, store mængder kapital, som overvejende blev stillet til rådighed i form af kreditter. Imidlertid var det kun storkøbmænd fra de førende patricierfamilier, som havde lov til at deltage i fjernhandelen – der var således til dels et monopol i peberhandelen - De samme patriciere satte sig også på den politiske magt.
Trods handelsvirksomhedernes dominans var skibsbygning den største "industri" og den langt største arbejdsgiver. Hertil kom i senmiddelalderen produktion af klæde, silke og glas. Den ligeledes monopoliserede handel med salt havde også stor betydning. og kornhandelen, som i lige så høj grad som øvrige handel bidrog til patriciernes formuer.
Lige fra starten var Venedig udsat for skarp konkurrence, og alene med Republikken Genova udkæmpedes fire omfattende krige. I det 15. og 16. århundrede mistede Venedig gradvis sine kolonier til det Osmanniske rige og mistede sin monopolstilling i Adriaterhavet. Hertil kom, at venetianerne blev fortrængt af hollændere og englændere i konkurrencen, og portugiserne satte sig på handelen med krydderier. Desuden betød protektionismen i de europæiske lande og det osmanniske rige, at Venedig havde svært ved at komme ind på markederne.
Økonomien i den regionale stormagt Venedig var derfor i den sidste tid baseret på produktion af luksusartikler og landbrugsproduktionen fra det norditalienske fastland.

## Indtil det 9. århundrede
I antikken lå havniveauet flere meter lavere end i dag, derfor ligger de ældste spor af menneskelig beboelse ved Lagunen i dag ofte på steder, som er oversvømmet. Græske og etruskiske spor tyder på, at området har været beboet længere end tidligere antaget. Chioggia (Clodia) var en romersk militærlejr og i Fontego dei Turchi ved Canal Grande blev der fundet en mønt fra kejser Trajans tid.
Senest i det 6. århundrede spillede fiskeri, samt frem for alt havsalt og afgrøder hovedrollen. Omkring 750 forbød den langobardiske konge Aistulf al handel med de byzantinske undersåtter og dermed vel også med bosættelserne ved lagunen.
Omkring 780 kan man imidlertid igen se handlende i Pavia, som udbyder orientalske varer såsom purpurfarve fra Tyros. Allerede inden 785 boede der desuden venetianske købmænd i Ravenna og i Pentapolis, som blev fordrevet af frankerne i 787/791. Allerede tidligere var de under pave Zacharias 1. (741–52) aktive i slavehandelen med saracenerne.
Handelen foregik overvejende ved tuskhandel. Ganske vist kendte man til mønter, og man prægede endda egne, idet man overtog kejserlige mønter – f.eks. kejser Ludvig den Fromme – og prægede "Venecias" på bagsiden. Man foretrak dog mønterne fra Verona. En egen møntsmedje -Zecca (arabisk: mønt) kendes fra starten af det 9. århundrede.
Den tidlige fase i feudaliseringen med erhvervelsen af store landejendomme bragte de første større kapitalmængder i hænderne på nogle få familier. Testamentet efter dogen Giustiniano Participazio fra 829 viser, at udover forretnings- og boligejendomme bestod hans formue af handelsvarer, smykker og frem for alt penge og kreditter – og det var betydelige summer, som ved hans død stadig var bundet i handelsforetagender. De ledende kredse i Venedig var således næsten fra starten stærkt involveret i handelen, i modsætning til deres standsfæller på fastlandet.

## Mellem Byzans og det tysk-romerske rige (9. til 12. århundrede)
Med ødelæggelsen af Comacchio (854 og 946), som beherskede mundingen af Po, var handelen op til Pavia og Piacenza fri – i de bagvedliggende områder var handelsvejene allerede blevet åbnet ved en aftale med Karl 3.. Venedig forfulgte tilsvarende mål i Istrien. Forholdet til narentanerne, piraterne i Dalmatien.Først i år 1000 lykkedes det for dogen Pietro 2. Orseolo, at få det nordlige og centrale Dalmatien til at underkaste sig hans overherredømme.
Privilegierne til handel i kejserriget havde deres oprindelse i en tidligere bulle fra den byzantinske kejser i 992 og skulle ses i sammenhæng med herredømmet over Adriaterhavet, og afstedkom yderligere handelsprivilegier. Ligesom i vest havde Venedig nu også en fortrinsstilling i øst. Til gengæld for militær støtte mod araberne i Syditalien havde kejser Basileios 2. næsten halveret afgifterne for handelsskibe. Samtidig antog venetianerne handelskontrakter helt til Tunis. Her og til Alexandria fragtede de træ, våben og metal, slaviske slaver, og selv om denne handel blev forbudt i 960.
Gennembruddet kom i 1082 med privilegiet fra kejser Alexios 1., som sikrede fri handel og for første gang åbnede store dele af riget. Nogle handelskolonier, købmandshuse og anløbssteder overgik til venetianerne. Den klart største koloni opstod ved Det gyldne Horn
i Konstantinopel.
Også i det hellige land, som fra 1098 blev erobret under Korstogene, fik Venedig ret til fri handel, da det i 1100 understøttede Godfred af Bouillon og frem for alt havde erobret Tyros, handelscentret i Syrien. Kolonien udgjorde næsten en enevældig stat i staten, ofte endda omgivet af mure. Fra Syrien og Det armenske kongedømme Kilikia styrede de handelen langt ind i Asien. Alexandria, og Maghreb blev også tit mål for koloniernes handel.
Pendanten til privilegiet fra 1082 udgjordes af privilegiet fra kejser Henrik 4., som han udstedte i 1084 på vegne af det tysk-romerske rige. Dybt begravet i Investiturstriden tillod han Venedig at handle i hele kejserriget, mens indbyggerne i kejserriget kun måtte handle indtil Venedig. Dermed havde byen opnået monopol på handelen i Adriaterhavet, for derfra måtte man kun bringe varer til Venedig, dvs. at byen gennemførte Stabelret. Stabel og omladning tvang de udenbys handlende til at indfinde sig i handelshusene, således at de "tysk" betegnede handlende fra kejserriget skulle bo i Fondaco dei Tedeschi – det tyske handelshus.
I 1130 lykkedes det de førende familier at begrænse kirkens indflydelse i betydelig grad, og i den anden halvdel af århundredet tilegnede de sig en stor del af de godser, som tilhørte de omkring 100 kirker og klostre. Herefter forsøgte de gamle familier at indskrænke handelen med kirkegods, idet de bestemte, at hvad angik klosterejendom måtte abbeden og munkene, biskoppen og en verdslig advokat tiltræde den. Herefter skiftede de nye familier, som var blevet rige, men som herved blev forhindret i at købe, over til at købe ejendom på fastlandet.

## Kapitalforøgelse, kolonier og konflikter i de regerende lag (1171 til 1261)
De venetianske privilegier blev til en trussel mod den byzantinske handel og statens indtægter. Selv om den deraf følgende fjendtlighed havde været synlig i årtier, kom arrestationen af alle de angiveligt 10.000 venetianerne i riget den 12. marts 1171 og det efterfølgende handelsforbud fuldstændigt overraskende. Handelskvarteret ved Det gyldne Horn blev praktisk taget lukket. Det militære modangreb mislykkedes trods indsættelse af 120 galejer. I Venedig kom det til tumulter, og dogen Vitale Michiel 2. blev stukket ned på åben gade. Venedig mistede alle forrettigheder og kunne først 14 år senere få fødderne på fast grund. Med det 4. korstog opstod der en mulighed for dogen Enrico Dandolo til at få hævn over det forhadte kejserrige.

### Pludselig rigdom og feudal livsstil
Erobringen af Konstantinopel og etableringen af et venetiansk konlonirige gjorde Venedig til den stærkeste magt i det østlige middelhav – trods modstand fra Republikken Genova.
Dette kolonirige og det latinske kejserrige (1204–1261) udgjorde de politiske rammer for den massive ekspansion i handelen. Desuden deltog købmændene i vareudveksling med Det hellige Land, hvor Akko indtil 1291 udgjorde en vigtig handelsplads.
Handelen var i første omfang slet ikke i stand til at opsuge så store kapitalmængder, hvilket fik talrige adelige, men også nyrige af folket "Populari grassi", til at købe jord på fastlandet – trods massiv modstand fra de berørte byer.
Modsætningerne mellem de to grupper af adelige og nyrige løste sig efterhånden ved, at de to grupper smeltede sammen til en ny stand – Magni – de store. De deltes om den politiske magt og fortjenesterne ved fjernhandelen. Desuden lukkede det for, at nye opstigere kunne opnå den ønskede livsstil. Hertil kom at staten fra 1226 fastsatte jordpriserne, og det foregik således, at de faldt hurtigere, jo mere køber og sælger var i familie. Dogen måtte ikke opkøbe jord udenfor det venetianske magtområde. I 1297 blev det også præcist fastlagt, hvem der tilhørte adelen (Serrata).
Senere opstod der såvel i Venedig som i koloniriget mange nye embeder, som sikrede indehaverne, der næsten udelukkende var adelige, et udkomme. Dermed havde den ændrede adelsstand betydelige privilegier i forhold til resten af befolkningen. Nogle adelige satte sig endda på hele øer i Ægæerhavet.
Som følge af den intensive handel og krigsindsatset steg behovet for skibsbesætninger skibsbesætninger kraftigt. Det gav beskæftigelse til mange mand, og samtidig reducerede man de sociale spændinger, som opstod gennem forandringerne idet mellem 3-4.000 mand og deres familier udvandrede til de venetianske kolonier på Kreta efter 1211. Her fik de len og fik således andel i mulighederne for social opstigning.

### Kolonirige og handelskolonier
Det venetianske kolonirige strakte sig fra lagunen til Kreta. Centrum i kolonialriget var i førstegang købmændene ved Det gyldne Horm. Selv om Venetianerne slet ikke var i stand til at tage de 3/8 af det byzantinske rige i besiddelse, som det havde fået lovning på under belejringen af Konstantinopel, sikrede de sig dog de vigtigste steder, hvor man kunne bygge lagerbygninger, boliger, lagre til afgrøder og beskøjter, egne flåder samt efterretningssystemer, som i høj grad fremmede og sikrede handelen.
Desuden var der små grupper af kapitalstærke mænd i Bari og Syrakus, i Tripolis og Tunis på Balearerne og i Valencia, Sevilla og Barcelona, i Montpellier, Nîmes og Aigues-Mortes, i Southampton og London, og ikke mindst i Brügge – som udgjorde rygraden i den derværende handel. Hertil kom et system af faste kurerer, som forbandt Brügge og Venedig på få dage. Endelig kunne købmænd benytte stationer i Augsburg, Ulm, Nürnberg, Frankfurt, Köln og Wien. Herudover viser utallige købmandsbreve, at man holdt sig nøje orienteret om alle prissvingninger, toldændringer og valutakurser samt rygter om politiske forandringer.

### Indvandring
Omkring år 1300 havde Venedig måske 85-100.000 indbyggere og kunne kun klare befolkningstabet ved etablering af handelsstationer og kolonisering ved, at der skete en stor indvandring til byen. Venedig støttede i den forbindelse – og især efter Den sorte død i 1348 – at specialister såsom silkevævere fra Lucca eller møllere og bagere fra det tysk-romerske rige slog sig ned i byen. Byen voksede derved i hovedsagen indad, dvs. at de områder, som hidtil havde været præget af haver og sumpe, blev til bebyggede bydele.
Udover håndværkerkolonier kom der kolonier af udenlandske købmænd, på samme måde som milaneserne, der samlede sig i en gyde ved Rialto. Fra 1300-tallet møder man toscanerne, som frem for alt var aktive i klædehandelen, og som spillede en stor rolle indenfor bankvæsenet, ikke mindst florentinerne. Fra Syditalien kom der apuliere, og hertil kom slaver, grækere og franskmænd, om end i beskedent antal. Fra omkring 1250 kom der også folk fra det tysk-romerske rige, såsom tyskere, ungarere eller bøhmere, som over en kamp blev kaldt tyskere – "Tedeschi", og som blev indkvarteret i det tyske handelshus (Fondaco dei Tedeschi). Visdomini del Fondaco overvågede beboernes aktiviteter, mæglere formidlede handelen, men overvågede den også. Til sidst bosatte en gruppe indvandrere, jøderne, sig fortrinsvis i Mestre. Der arbejdede de f.eks. med pengeudlån og tilbød – til ærgrelse for de indfødte ågerkarle – betydeligt billigere lån. Først efter etableringen af ghettoen i Venedig i 1516 boede hovedparten af dem i et afgrænset kvarter.

## Venedig som verdenshandelsmagt (13. til 15. århundrede)
Med Jerusalems endelige fald i 1244 flyttede udgangspunktet for handelen i retning mod Bagdad og Tabriz samt mod Kilikia. Med de ægyptiske mamelukkers ekspansion til Syrien i 1291 faldt den sidste by Akko – og dermed blev venetianerne fortrængt fra Nærorienten. Så trængte de ind i handelen i Sortehavet i retning mod Armenien, Persien og Turkestan. Efter seje forhandlinger fik de igen lov til at handle i det byzantinske rige. Det var så meget vigtigere, da gennemsejlingen af Bosporus var den vigtigste forudsætning for handelen med Centralasien. Ikke tilfældigt rejste  Marco Polo fra 1278 til 1291 gennem Asien. En anden vej førte gennem Trabzon over den Persiske bugt til Indien, en tredje førte fra Tana ved Don flodens udmunding i det Azovske hav over Volga og det Kaspiske hav til Indien.

### Handelsstrukturer

#### Selskabsformer og kredit
Simple kreditter var for dyre for handelen (ca. 20% p.a. med høje udsving og stor kaution), og også handelskreditter (mutuo ad negotiandum) havde kun den fordel, at den kunne afdækkes ved deling af den forventede fortjeneste ved handelen.
I den oversøiske handel slog søhandelskreditten (prestito maritimo) igennem i den anden halvdel af 1100-tallet, som nærmest var en form for overskudsdeling. Fordelen for kredittageren var, at han frit kunne disponere over pengene og ikke var underlagt de sædvanlige kontroller. Comendaen, som på denne måde bandt udlåner og købmand sammen, bredte sig med flere deltagere i et foretagende til et Colleganza (partsrederi). Fra omkring 1200 til 1350 var det den fremherskende form for handelsselskab.
På denne måde bidrog en passiv partshaver med ca. 3/4 af den investerede kapital mens den aktive partshaver, som gennemførte handelsrejsen, bidrog med resten. Mål, opgavedeling og andele blev fastlagt skriftligt inden rejsen, men den aktive deltager kunne dog allerede geninvestere sin fortjeneste undervejs. Passive og aktive partshavere var to roller, som måtte fastlægges på ny ved hvert handelstogt, og det var ofte flere passive deltagere, som indskød den nødvendige kapital. På denne måde blev risikoen delt og samtidig opstod der akkumulationsmuligheder.
Fra fjernhandelen blev denne selskabstype først i slutningen af 1300-tallet fortrængt af regelrette Societates, dvs. handelsselskaber som skulle fungere i længere perioder og uden afgrænsning til en enkelt handelsrejse. Desuden muliggjorde det dobbelte bogholderi og oprettelsen af faste Faktorier i udlandet en langt stærkere kontrol og styring, men samtidig også en tættere tilknytning til de udenlandske markeder. Ligeledes tillod de en ren kapitaldeltagelse.
Overfor den manglende kontinuitet og mulighed for kontrol af disse selskaber anvendte man et yderligere koncept: familien. Således gjaldt brødre, også uden kontrakt, som et selskab (fraterna societas), og dermed hæftede de for hinanden.

#### Oversøisk handel, konvojer og massevarer
Senest i 2. halvdel af 1200-tallet sejlede der Mude konvojer to gange om året. Om foråret og i august/september. De bestod af 30-50 skibe. i begyndelsen var de skibe, som sejlede til Romania (det byzantinske riges område) mindre, men flere. Ofte 9 eller 10 galejer. Senere sejlede der kun 2 til 4. Snart steg antallet af Muder til 5 om året. Fra starten af 1300-tallet sejlede de også til England og Flandern, til Tunis og Aigues-Mortes. Trods et faldende antal skibe steg den samlede last fra 3-5.000 ton til 7.500-10.000 ton. De bestod af stadig større skibe, og private ubevæbnede skibe sluttede sig ofte til dem.
Tilpasningen til, hvornår havene kunne besejles og Alperne passeres, udgjorde derved rammebetingelserne. Levering i tide af de fra Levanten importerede varer til købmændene fra kejserriget og omvendt var en vigtig forudsætning for den hurtige vareomsætning.
Det var ikke kun konkurrence fra andre søfarende nationer, der bidrog til usikkerheden på havet, men også piratflåderne. Det magttomrum, som blev efterladt ved opløsningen af den byzantinske flåde, førte til en opblomstring i sørøveriet i hele Romania. Derfor afsendte Venedig en stor flåde med 31 galejer, som det til sidst lykkedes at fange en Leo Vetrano ("pirata") og kapre hans flåde på 9 galejer. 1278 udarbejdede Venedig en omfattende liste over de sidste 10 års overfald. Sørøveriet blev til en faktor, som vedvarende ændrede skibsfartens organisation.
Opdelingen mellem værdifulde fragter på den ene side og massegods på den anden fortsatte i land. I Dogana da Mar, hvor alle "dyre" varer blev fortoldet og oplagret, var der kun 40 lastdragere, mens der var flere hundrede ved losning af typiske massevarer som mel og afgrøder. Blandt de meget dyre varer var krydderier, først og fremmest peber, vellugtende stoffer og parfumer, farvepigmenter, ædelsten, silke og ædelmetaller. Derimod blev der eksporteret jern, kobber, uld og senere linned og silke.
Også massevarer såsom salt og afgrøder, ja sågar olie og bomuld blev transporteret i konvojer, selv om det fortrinsvis foregik på private skibe.
En sådan central styring var ikke uden risici, da den fælles optræden af mange købmænd på et sted førte til store prisudsving.
Deltagelsen i Mude skete ved auktion over en del af skibsrummet. Disse Incanti var offentlige, men kun de som havde fulde borgerrettigheder "de intus et de extra" kunne deltage i den. Det krævede, at man havde boet i Venedig i mindst 25 år og havde kautionister. Alene lejen af skibsrum kunne let overskride 1.000 dukater. Det var imidlertid en forholdsvis ringe investering, når man betænker, at Muden fra Beirut eller Alexandria i 1400-tallet medbragte varer for op til 200.000 dukater.
Doge Tommaso Mocenigo omtaler i 1423 45 galejer, 300 sejlskibe på over 120 ton og 3.000 skibe og både på mellem 6-120 ton. De transporterede i første række massevarer, såsom afgrøder og salt, men også træ, huder, pelse, vin og bomuld.
Tømmeret til skibsbygning stammede fra Cadore, Trentino, Tirol og Istrien. Købmændene måtte først sejle det til Venedig. Det var også tilfældet for beg og hamp. I denne periode importerede man årligt 4-500.000 Libre (pund) hamp og 1.000 Libre beg.

#### Kornkammeret som statsbank
Titusinder af tons salt og op til hundrede tusinde ton korn blev fragtet til Venedig af private købmænd – den overvejende del til videresalg til Norditalien. I den forbindelse fastsatte man årligt mindstepriser for hvede, som var forskellige alt efter oprindelse for at styre tilførslen af bestemte sorter og mængder. Da korn var underlagt den naturlige rytme mellem såning og høst, mens forbruget af brød var nærmest stabilt, optrådte der en særlig institution som mellemhandler, hvedekammeret (Camera Frumenti). Hertil var der imidlertid brug for store kapitaler, som blev fremskaffet ved statslån, told, salg af mel og korn samt mølle- og vægtgebyrer. Snart fik dette karakter af en statsbank, som mod rente modtog indskud i stor stil, også fra udenlandske regenter. Samtidig var der en tæt forbindelse med prokuratorerne fra San Marco, som gerne blev betegnes som "finansministeriet".

#### Fjern- og nærhandel via floder og over land
Allerede i 840 garanterede Pactum Lotharii, en aftale med Karl den Stores barnebarn, som regerede i Italien, Venedigs flodbåde fri passage over "land og floder" indenfor Regnum Italicum, hvor de udvekslede store mængder korn og salt mod de medbragte orientalske varer. I denne sammenhæng var flodbåde ganske vist nærmest små, men deres store antal betød alligevel, at der blev transporteret store mængder, som f.eks. i 1219, hvor omkring 4.500 ton hvede blev sejlet fra Milano til Venedig.
Disse smalle handelsveje, som betød at varetransport i stor stil var en særdeles lukrativ forretning, var årsag til vedvarende konflikter. Jo mere afhængig Venedig blev af varer fra fastlandet, jo mere pukkede man på transitrettigheder og toldfrihed. Samtidig patruljerede en venetiansk flåde på floderne Po og Etsch. En armeret flodpram kunne tilkaldes til beskyttelse af købmændene.
Byer som Bergamo og Brixen kunne imidlertid ikke nås ad flodvejen. Derfor besluttede Storrådet i 1283 at forbedre vejene dertil, hvilket i 1286 også skulle ske for vejene til Tyskland og Ungarn. I den forbindelse handlede det sig vel nærmere om sumpstier, som kunne befærdes med kærrer. Veje kunne man først udbygge i 1400-tallet, og man kom til Tyskland ad to veje – via Kärnten eller over Brennerpasset.

#### Kontrol og styring af skibsfarten, søret
Senest fra 1200-tallet var søfarten underlagt streng kontrol – uanset om det drejede sig om statsligt organiserede konvojer eller privat skibsfart.
Det var ikke overraskende, at senatet regulerede forhold omkring flådegalejerne og muden – ledelsen, mandskabet, aflønning, forplejning, tidspunktet for afsejling, fragten osv. men også den øvrige skibsfart var underlagt en nærmest pedantisk kontrol. Det drejede sig f.eks. om udskriving af mandskab, hvoraf mange rømmede.
Fra en størrelse på 100 milliaria (ca. 48 ton) skulle alle skibe undersøges af en myndighed. Disse Konsuln kontrollerede, at afsejlingen skete på det aftalte tidspunkt, placering af ballast og tildeling af skibsskrivere, som førte regnskab med forplejningen, aflønningen og fragten. De spillede desuden en vigtig rolle ved den senere fortolding af varerne. Skibsførerne – Patroni – var ansvarlige for betalingerne. Reglerne gik imidlertid meget langt. Således måtte stort set alle, som rejste med skib, også passagererne, holde øje med det udenbords placerede lastelinjemærke, for at forhindre overlæs. For hver fingerbredde, som denne linje lå under vand, blev der truet med bøder. Sådanne forskrifter blev samlet i Ranieri Zenos søret fra 1255, men en sådan samling eksisterede formentlig allerede i 1233. Hertil kom tilføjelser fra senatet og yderligere samlinger.

### Reguleringen af indtægter og udgifter

#### Regulære indtægtskilder
I den tidlige middelalder opkrævede Venedig ganske vist afgifter på jordbesiddelse og udeblivelse fra militærtjeneste, men ellers afstod man fra direkte skatter.
Told og afgifter var en hovedindtægtskilder. Venetianere betalte i den forbindelse kun halv told. Når de eksporterede lige så mange varer, som de importerede, slap de endda helt for told. Hertil kom et gebyr på alle skibe, som lagde til i havnen. Alle købmænd betalte herudover en sum for sig selv og skibet, samt for samtlige tilladelser. Der forfaldt afgifter ved oplagring i varehusene og ved vægten. Hertil kom markedsgebyrer, gebyrer for handelsformidling, for mål og vægt og frem for alt forbrugsafgifter.
I 1495 udgjorde indtægterne fra tolden på hvede mindst en halv million Soldi. I 1513 blev den fordoblet, og udover hvedetolden blev der indført en ny told på byg. Eksporten var endda pålagt en dobbelt så høj told.

#### Lån
Ved springvis voksende udgifter lånte kommunen penge fra de velhavende familier. Det skete fortrinsvis til finansiering af krige eller kornforsyning. I starten var disse såkaldte Imprestiti lån rent frivillige, men i 1207 blev det første tvangslån opkrævet. Desuden blev der fortsat opkrævet frivillige lån.
I reglen beløb såvel de frivillige som de ufrivillige lån mellem 0,5 og 2% af den selvangivne rørlige formue – dvs. varer, penge, smykker samt indtægter fra huse og jordejendom. Den, som havde formue og ikke betalte i overensstemmelse hermed, fik i yderste fald sit hus ødelagt. Der kendes først undtagelser fra 1268. Allerede i 1262 etablerede man en "svævende skyld" – Monte Vecchio – hvormed lån og renter skulle betales. For mere effektivt at inddrage de formuende borgere i betalingen af de fælles omkostninger, frem for alt krigsførelsen, blev der inden 1250 gennemført en Estimo, en formuevurdering. Desuden måtte ingen investere mere ved Incanti end der var angivet som formue i Estimo.
Enhver som tegnede sig for et lån, fik en kvittering. Disse lånebeviser kunne herefter sælges eller belånes. Således udviklede der sig fra disse papirer en form for spekulationshandel, hvor kurserne overvejende blev bestemt af den udenrigspolitiske situation. Da Genovas flåde i 1379 besatte Chioggia, faldt deres værdi med næsten 90 %. Samtidig kunne andelen af lån i den formue, som de, som tegnede dem, rådede over, overstige 100 %, hvilket kun tilsyneladende er et paradoks, da formuen, som blev selvangivet, vel stadig var mindre end den faktiske formue. Tilbagebetalingen kunne trække ud i årevis; men trods det forblev forrentningen til langt ind i 1400-tallet på 5 % – der var således nærmere tale om en vedvarende rente. Omkring 1380 var størstedelen af lånene fordelt på 1.200 långivere.
I 1400-tallet sænkede man renten på allerede videresolgte lån og udbød en ny form for lån, hvor långiver aldrig fik hovedstolen tilbage, men i al fremtid modtog renter (a fondo perduto).

#### Andre indtægtskilder, udenlandsk kapital
Kommunen fik andre indtægter ved forvaltning af indbyggernes faste ejendom, stiftelser og formue. Ligeledes måtte kirkelige indretninger tegne lån, ikke mindst de store klostre, såsom San Giorgio Maggiore.
Som særlig vigtig viste det sig, at også udlændinge deponerede deres formue i hvedekammeret (Camera frumenti) eller ved prokuratorerne i San Marco. Talrige herskabelige familier (signoria) såsom Carraraerbe, placerede deres formue her, fordi Venedig blev anset for særlig troværdig og sikker.
Men til langt ind i 1360'erne forsøgte en del af de købmænd, som handlede med udlandet, at få de udenlandske konkurrenter smidt ud af Venedig, hvad der lykkedes to gange. Først med det fornyede økonomiske opsving fra 1370'erne indså også disse de fordele, som udenlandske formuer udgjorde, når de var underlagt passende kontrol.

### Pengevæsen
Guld og sølv var de eneste ubetinget anerkendte bytteobjekter, men i højmiddelalderen steg behovet for normerede og kontrollerede nominaler, f.eks. så man nemt kunne udbetale løn ved byggerier. Venedig begyndte dog først i 1100-tallet af præge egne mønter.: Grossoen med sit sølvindhold på ca. 2,1 g blev anvendt ved større køb. Hertil kom Soldo og Lira som rene regneenheder – ikke som mønter. I den forbindelse udgjorde en Soldo di Grossi 20 og en Libra di Grossi 240 denarer.
I den indenlandske handel cirkulerede derimod en mønt, som ikke blev kaldt Grosso (den tykke), men derimod Piccolo (den lille). Også her kunne man bruge regneenhederne Libra og Solidus eller Lira og Soldo. Dog indeholdt Piccolo mønten mindre end 0,1 g sølv.
Baseret på sølvindholdet havde 26,1 Piccoli samme værdi som en Grosso. Fra 1268 måtte der højest udføres 25 af de små Denarer til udlandet. Piccoloen var derfor i omløb i Venedig og omkring lagunen, mens Grossoen cirkulerede i udlandet.
De udenlandske forretningsforbindelsers tillid opnåede man ved, at kun Piccoloen svingede i værdi (det vil i almindelighed sige devalueringer). For ikke at skulle tage højde for disse svingninger i internationale aftaler, og dermed forskrække investorer, blev der udover Lira di Piccoli og Lira di Grossi indført en tredje møntfod, den såkaldte Lira a Grossi, hvis vekselkurs overfor Piccolo altid lå på 1 til 26, uanset hvordan værdien udviklede sig i forhold til Lira di Grossi.
Venetianere betalte med sølv i øst og tog det dér cirkulerende guld med tilbage. Mens sølv mistede værdi i vest, strømmede samtidig det kunstigt fordyrede sølv østpå. Venedig var således truet af at blive indlemmet i den arabisk-byzantinske verden, hvor guldet var den foretrukne mønt, og dermed tabe funktionen som handelscentrum ved udtynding af sølvreserverne. Firenze og Genova gik det på samme måder. De havde derfor fra 1252 både guld og sølvmønter i cirkulation. Venedig tøvede, fordi tilstrømningen af guld her var væsentlig mindre. Først i 1284 begyndte man under dogen Giovanni Dandolo at præge gulddukater. I fjernhandelen kunne man nu anvende sølvgrossi og gulddukater. Fra juni 1285 havde en dukat samme værdi som 18,5 Grossi. Det i første omgang indførte værdiforhold på 1:10,7 måtte på grund af den ellers sædvanlige handelsfortjeneste ophæves i 1296. I 1328 sænkede senatet værdiforholdet til 1:24, således at en Lira di Grossi præcis svarede til 10 dukater.
Mens guld i 1284 stadig var 11 gange så dyrt som sølv, så steg kursen 1305–1330 til 1:14,2. Fra 1330'erne kom der dog en stigende guldtilstrømning, som bremsede værdifaldet på sølv. Desuden gav ungarske miner fra omkring 1320 store mængder guld. I løbet af få år omstillede Venedig sig til guldfod og blev endda den største guldeksportør, hvor byen tidligere havde været den største sølveksportør. Desuden begyndte Venedig i 1330 for første gang at præge en Soldo-mønt – imidlertid med en værdi på 16 til 18 i stedet for 20 Piccoli.
Kong Mansa Musas pilgrimsrejse fra Mali til Mekka bragte 10 tons guld på markedet. Værdiforholdet mellem de to ædelmetaller faldt pludselig fra 1:20 i 1340 til 1:11 i 1342 og i 1350 til 1:9,4. Sølv blev stadig dyrere, guld billigere. Vel i 1370'erne kom det imidlertid til et næsten fuldstændigt ophør af guldkaravanerne.
Man søgte at fremme tilførslen af det knappe ædelmetal ved hjælp af toldfrihed. I 1354 indstillede Venedig udmøntningen af Grosso for ved en kunstigt fremkaldt mangel at fastholde dens værdi – hvad der indtil 1379 også lykkedes. I denne periode stabiliserede værdiforholdet mellem guld og sølv sig mellem 1:9,9 og 1:10,5, og overskred aldrig igen 1:12,5. Afgørende herfor var vel, at Venedig stort set kun købte krydderier – særlig kendt er peberrigdommen – som Venedig praktisk taget udbyggede til et monopol. Den største udstrømning af guld fra hele Europa foregik således vedvarende fra Venedig.
Tvangsomveksling til mønter, hvis reale værdi var betydeligt lavere end deres nominelle værdi, var et ofte anvendt middel. I 1353 etablerede senatet en særlig mønt til kolonierne, Torneselloen af sølv. I 1362 blev der sendt en stor ladning Torneselli til Kreta, og ingen måtte afvise at modtage de nye mønter. 1 Tornesello svarede til 1,6 Piccoli, den officielle vekselkurs var imidlertid kun 1:3. Mønten var således næsten dobbelt så dyr, som det faktiske sølvindhold skulle tilsige. I starten af 1386 konstaterede senatet, at man i dette år havde haft en ren fortjeneste på 4.000 dukater på denne forretning..
På tilsvarende vis gik det Zecca-mønten i Veneto med Bagattino. Denne pengepolitik kolliderede imidlertid med Milanos interesser. Her begyndte man fra 1429 at føre en målrettet destabiliseringspolitik, idet man satte overvurderede mønter i cirkulation, som i bytte for venetianske sølvmønter gav en fortjeneste på 20 %. Venedig sænkede straks sølvindholdet i Bagattinoen fra 11 til 5,5 %. Samtidig forlangte man betaling fra sine undersåtter i "gode" mønter.
Først i 1472 opgav Venedig denne form for møntimperialisme, som vedvarende havde ruineret Terra ferma. Alt i alt forsinkede denne møntpraksis udviklingen af et profitabelt landbrug, da fortjenesten til stadighed blev inddraget af staten.

### Statsbanken og private Banker, veksler og spekulation
De store formue blev skabt ved udenrigshandel og handel med ejendomme. Derved adskiller Venedig sig fra metropolerne i Norditalien såsom Firenze, hvor det nærmere var pengeudlånere og bankfolk, som samlede sig enorme formuer. Trods det havde Venedig brug for bankfolk.
For det første betød det stigende behov for at få vekslet penge fra en valuta til en anden, at de første vekselboder blev opstillet på pladsen foran San Giacomo di Rialto nær Rialtobroen – og i mindre omfang også på Markuspladsen. Disse Campsores vekslede klingende mønt. Det var imidlertid ikke nok til at dække behovet for hurtige pengeoverførsler mellem fjerntliggende steder. Såkaldte Banchi de scripta, hvor en kunde "på anfordring" kunne overføre penge fra en konto til en anden, overtog i første omgang denne opgave. Det krævede imidlertid, at både afsenderen og modtageren havde en konto i samme bank.
Snart begyndte man at bruge en simpel form for vekselbrev til afregning af gæld og kreditter mellem kunder i forskellige banker. Det muliggjorde overførsler ved hjælp af skriftlige anvisninger, også selv om denne form for pengeoverførsel først optræder forholdsvis sent i Venedig.
Man må i denne sammenhæng tage i betragtning, at handelsomfanget ofte var større end de disponible mængder af ædelmetal, så der nemt kunne opstå mangel på mønter, hvilket tvang handelen til at gå tilbage til ren tuskhandel. Derfor var et pengeomløb uden mønter snart en absolut nødvendighed.
Behovet for kredit blev skærpet af byen selv. Den optrådte ofte selv kredittager f.eks. for at kunne finansiere krige eller import af hvede. Således forstyrrede store lån kredit- og pengemarkedet og drev renten i vejret. Først med det større pengeomløb i 2. halvdel af 1300-tallet faldt renteniveauet langsomt.
De første veksler optrådte i Venedig kort efter år 1200, men endnu i 1227 sendte man hellere en hvedeopkøber til Apulien med sølvbarrer og omfattende sikkerhedsforanstaltninger, frem for at anvende denne form for pengeoverførsel. Det varede 100 år mere, før brugen af veksler omtrent blev en selvfølge.
Inden længere specialiserede bankierer sig i at være vekselmæglere og spekulere i veksler. I den sammenhæng blev der opkrævet provision foruden omkostningerne til veksel, breve og m.m.
En anden form for spekulation, som i mindre grad var knyttet til enkeltpersoner, var knyttet til udsvingene på pengemarkederne. Den var dermed også mindre risikabel for spekulanten. Efterspørgslen efter guld steg, når de regelmæssige skibskonvojer afsejlede til Syrien eller Ægypten for der at indkøbe luksusvarer. Dermed blev der pengeknaphed, og man opnåede regelmæssigt højere gevinster på veksler.

### Erhverv og lav
Venedig var ikke en ren handelsby. Udover skibsbygning med behov for tømmer, metal, beg, hamp, osv. var der byggeriet. De voksende formuer skabte efterspørgsel og produktion af læder, pelse, klæde og ædelsten men også våben, krystaller og glas af højeste kvalitet.
Al import kunne i denne forbindelse føre til ny forædling. Således blev silke fra Syrien og Cypern videreforarbejdet med bommesi. Heraf blev en betydelig del solgt videre nord for Alperne, ligesom sukker olie og vin men også silke.
De forskellige håndværk var organiseret i lav, Scuole, som imidlertid aldrig fik den samme magt i Venedig som f.eks. i Firenze. På den ene side var de udsat for stærkere kontrol og på den anden side var de stærkere inddraget i byens styre.

#### Skibsbygning
Marangoni og Calafati, skibstømrere og kalfatrerer, var blandt de vigtigste håndværk, som voksede kraftigt i forbindelse med udbygningen af værfterne squeri i byen og ikke mindst arsenalet. Der var konkurrence om deres arbejdskraft mellem det statslige flådeværft og de private bådebyggere. Efter anordning måtte skibsbyggerne forlade deres arbejde og hjælpe til på Arsenalet. Ganske vist skulle mestrene være registreret i en slags håndværksrulle og måtte medbringe indtil to medhjælpere, men ellers blev driften af arsenalet styret af byen, som sørgede for forplejning, materialer og arbejdskraft – og aflønning.
Værfterne (Squeri), var ejet af en gruppe samfundsborgere, og de engagerede i reglen en Protomaestro, som igen antog Maestri. De, som nærmere var faglærte, fik opgave- eller ugeløn, men kunne medbringe lærlinge eller medhjælpere. Herved kunne ejerne – selv styre arbejdet eller overlade arbejdspladsen til de, som skulle have bygget et skib, og som så kun betalte leje.
Tommaso Mocenigo, som var doge fra 1414 til 1423, skrev, at der i Venedig arbejdede 3.000 Marangoni og 3.000 Calafati.
Potentialet i skibsbygning til eksport var stort, men af sikkerhedsgrunde og for at holde på produktionshemmelighederne måtte udlændinge fra senest 1266 kun lade skibe bygge i Venedig, hvis de havde tilladelse fra allerhøjeste sted, og fra 1293 slet ikke.
Tilsvarende gjaldt for sejlmagere og rebslagere, som overvejende arbejdede for kunder i byen og flåden. Kun sejlmagerne og rebslagerne havde brug for store mængder groft klæde og fibre, mens selv simple klæder blev fremstillet af finere og dyrere stof.
Deres råvarer og organisation af arbejdet adskilte sig i en sådan grad, at der stort set var tale om en uafhængig udvikling i forhold til den øvrige tekstilindustri.

#### Klæde
I almindelighed var håndværksproduktionen fortrinsvis rettet mod de lokale markeder. Alligevel havde denne produktion behov for råvarer fra fjerne områder. Således importerede man bomuld fra Sicilien, Ægypten og Syrien. I 1400-tallet blev der også fremstillet bomuld i kolonierne, såsom Kreta og senere Cypern, og det i en grad så korndyrkningen blev forsømt.
Den overvejende del af klædet blev importeret. Først fra omkring 1300 kan man se en vis støtte fra byen. Ordrer til alle magistrater om kun at bære venetianske stoffer betød en vækst i produktionen.
Udviklingen af uldindustrien blev imidlertid bremset af handels- og skatteinteresser. På den ene side importerede købmændene det fineste uld fra Flandern for at kunne eksportere det til Mellemøsten. Trods det blev meget af det i Venedig, hvilket skadede den lokale industri. Selv om uldvarerne fra Toscana endnu ikke havde nået deres kvalitetsmæssige højdepunkt, stod de allerede i 1200-tallet på listen over varer belagt med høj told, som flød ind i statskassen, og indtægterne blev ikke mindre, da det senere blev den bedste klæde overhovedet. Finansministeriet og købmændene havde således hverken interesse i en indenlandsk industri eller den nødvendige viden – og hvis man havde, blev man udkonkurreret.
Helt anderledes så det ud med silkeindustrien, som allerede eksisterede inden indvandringen fra Lucca, men som herigennem voksede i prodution og frem for alt kvalitet. Mestrene var højt kvalificerede og afstedkom med deres arbejde andre produktioner, såsom farverier og guldvævning. Sådanne prægtige stoffer blev i stigende grad efterspurgt af rige købmænd.

#### Glas
Fremstillingen af glas kan spores tilbage til 300-tallet. Indtil 1291, hvor man på grund af brandfaren ved glasovnene flyttede dem til Murano, var der glasværksteder i byen. I 1295 blev alle mestre i laget fjernet, som blot drev en af de i mellemtiden mange glasovne udenfor Venedigs. Desuden måtte ingen udlænding indvies i glaskunstens hemmeligheder.
Glas blev næsten udelukkende blæst og drejet med glaspusterrøret, selv vinduesglas. Glasvinduer var længe en uhørt luksus, hvilket ikke alene kan forklares ved den omstændelige teknik og det store energiforbrug, men frem for alt fordi man for at fremstille en af ingredienserne – potaske – måtte afbrænde enorme mængder af planter. For at på et kilogram potaske brugte man 1 ton træ. Tilføjelsen af potaske var nødvendig for at reducere smeltepunktet fra omkring 1.800 °C til 1200 °C. Som grundingrediens til glasset passede man på at få så hvidt sand som muligt til det såkaldte cristallo. Yderst rent glassand fra Ticino eller brændt marmor blev brugt som råstof.
Der er ikke forsket meget i den omfangsrige handel med glasperler, som Murano via mellemhandlere såsom Hudson's Bay Company nåede ud over hele Amerika, foruden Asien og Afrika fra 1500-tallet til midten af 1800-tallet. De strakte sig fra simple perler til håndpolerede kunstværker. De blev fremstillet af verixelli mens phioleri fremstillede flasker og lignende.

## Hævdelse mellem verdensmagterne (midten af 1400-tallet til 1571)

### Stigende krigsudgifter: Flådebygning og Condottieri
I 1400-tallet dominerede landene på den iberiske halvø i stigende grad middelhavsområdet og det Osmanniske rige. Trods det valgte Venedig at binde næsten alle sine kræfter i Italien. Krigene mod rivalerne i Milano bragte Venedig på randen af fallit. Da krigsudgifterne blev finansieret ved tvangslån, betød det allerede efter to års krigsførelse, at 59% af de selvangivne formuer var blevet inddraget. Ganske vist faldt lånene i 1428–31, men fra 1431 til 1441 nærmede de sig ofte 40% – i alt opsummerede de sig til 288%. Når man ser bort fra, at der blev stadig større forskel mellem de selvangivne og de faktiske formuer betød denne metode, at talrige familier gik bankerot. Hertil kom nedsættelsen af de årlige rentebetalinger fra 5% til 4% og senere til 3%.
Da Francesco Sforza i 1450 blev hertug af Milano, og osmannerne i 1453 erobrede Konstantinopel, udformede senatet et usædvanlig hårdt program: Næsten alle statens indtægter skulle bruges på krigsfinansiering. Alle lønudbetalinger blev indstillet i et år, alle lejere skulle betale et halvt års husleje og alle udlejere en tredjedel alle indtægter fra huse og butikker. Den jødiske menighed skulle yde et særligt bidrag på 16.000 dukater. Endelig blev tolden hævet, liggegebyrerne for skibene og deres ladning ligeså. Den direkte beskatning af såvel indbyggerne på fastlandet som venetianerne selv blev aldrig siden opgivet.
I det mindste opnåede Venedig den 18. april 1454 en fredsslutning med osmannerne, som betød at de osmanniske havne blev åbnet for venetianske købmænd. Kolonien i Konstantinopel blev opretholdt, og kun solgte varer blev underlagt en moderat told på 2%. I 1463 begyndte Venedig en ny krig. Ved freden af 26. januar 1479 måtte Venedig give afkald på det albanske Scutari og på Negroponte, vore dages Euböa, samt betale en årlig tribut på 10.000 dukater. Trods det forblev handelen fri, endda til Krim og Trapezunt. Handelsruterne flyttede sig imidlertid i stigende grad til Beirut og Alexandria. På lavpunktet i 1483 sejlede ikke en eneste galej til Konstantinopel.
Trods det blomstrede handelen med Flandern, frem for alt med krydderier og i første række peber. I 1486 sejlede fire galejer med varer til en værdi af 180.000 dukater ombord til Flandern. Ligeledes florerede handelen med Frankrig og Tunis. I den forbindelse spillede nye massevarer såsom vin, metaller, sæbe og stoffer en stadig større rolle.
Trods alle vanskeligheder havde Venedig i slutningen af 1400-tallet opnået sin hidtil største velstand.

### Protektionisme og nye industrier
Metoder til at beskytte egen handel og industri havde man kendt til længe. Men indgrebene i årene 1423 og 1436 udgør et højdepunkt af protektionisme til fordel for klædeindustrien i og med at de gjorde det strengt forbudt at bære klæde, som var indkøbt i byer på fastlandet. Dermed fik to nært forbundne industrier et yderligere opsving, nemlig farverierne og silkeproduktionen. I 1421 måtte silke dårlig nok importeres. I 1457 forbød man endda eksport af råsilke fra hele det venetianske område – Terra ferma – med mindre den først blev sendt til Venedig og underkastet den sædvanlige toldbehandling. Den voksende silkeindustri beskæftigede således mellem 1.500 og 2.000 silkevævere, og var dermed ved siden af produktionen af brokade og Damask, den største luksusindustri.
De største industrier var dog stadig byggeindustri og skibsbygning. Men netop den sidste var fra 1370 ikke længere i stand til at beskæftige så mange kalfatrere og skibstømrere, så de forlod byen i stort tal. Desuden havde senatet fastsat lønningerne til de 6.000 kalfatrere aå højt, at skibsproduktionen havde svært ved at klare sig i den voksende konkurrence.
En vis afspænding kom med udviklingen af nye produktionsgrene, såsom sukkerrør. I 1366 var det lykkedes for Cornaro familien i San Luca at erhverve store godser på Cypern. De derværende sukkerrør gjorde familien til en af de rigeste i Venedig. På Cypern lå produktionsprocessen frem til det raffinerede sukker endnu stort set i én hånd, men forædlingen blev til dels gennemført i Venedig.
For andre varer var dette endnu mere tydeligt tilfældet, såvel for de gamle produktionsgrene, såsom fremstilling af pelse og læder som for nye såsom sæbeproduktionen. Sæbeproduktionen foregik fortrinsvis i en lang række små virksomheder, men der var også plads til kapitalstærke foretagender. Også ved fremstillingen af lys udviklede der sig i stigende grad en arbejdsdeling, hvor den rå voks fra Balkan først blev omdannet til lys i Venedig – også til eksport. Denne arbejdsdeling mellem råstofområder på den ene side og forædling på den anden blev dog yderligere forstærket af, at allerede raffinerede produkter fra de venetianske landområder ofte kun måtte eksporteres via Venedig. Erhvervspolitikken, som blev stadig mere tydelig, havde ikke kun til formål at styre gevinsterne til Venedig, styrke finanserne eller beskytte og udvide beskæftigelsesmulighederne. Den tilskyndede desuden udlændinge til at medbringe nye teknologier og snart også kapital. Allerede i 1200-tallet havde man gjort det muligt for Inzenieri, som var lokket til fra det tysk-romerske rige at bygge vindmøller. Fra begyndelsen af 1400-tallet fik de ikke blot lettere adgang til finansiering, byggetilladelser og vejret men frem for alt en første ægte patentbeskyttelse. Dermed kunne konstruktører af komplicerede maskiner, såsom vindmøllerne der blev udviklet i Nordvesteuropa, udnytte deres opfindelser økonomisk i flere årtier, uden at måtte frygte af blive fortrængt af plagiater. I løbet af få årtier rejste der sig snesevis af vindmøller i Venedig, som dækkede det enorme behov for maling af korn.
I disse innovationsvenlige omgivelser fik Johannes von Speyer i 1469 et privilegium, som tillod ham at trykke med bevægelige bogstaver. I løbet af få år blev Venedig centrum for bogtrykning i Italien – i 1500-tallet endda for hele Europa. Halvtreds bogtrykkerier fik i den forbindelse ikke bare stor kulturel betydning, men var også en vigtig erhvervsmæssig faktor i byen.
Et langsommere. men mere vedvarende opsving skete indenfor glasindustrien. Den stigende efterspørgsel efter flasker og vinduesglas, linser og briller samt ikke mindst spejle gjorde det til en af de mest indbringende industrier. Allerede i 1400-tallet opstod 41 virksomheder, hvor der kun foregik salg. Men hovedparten gik snart til eksport. I den forbindelse drejede det sig ikke kun om det berømte cristallo men også en anden videreudvikling: lattimo eller mælkeglas, en mathvidt glasart. Også Intarsia og kassettelofter krævede mange håndværkere og kunstnere, malere, bronzestøbere, stenslibere og talrige andre kunstnere betjente et stigende marked for luksus- og kunstgenstande.

### Stat og finanser
To udgifter lod sig kun finansiere ved ad-hoc tiltag: krige og fødevareforsyning. Monte Vecchio som en slags "offentlig gæld" lod sig enten finansiere ved lån eller ved told – dvs. enten ved inddragelse af de lånepligtige familiers formue eller ved afgifter på udenrigshandelen. Der foregik en langvarig strid om dette grundlæggende spørgsmål, hvorved senatet i reglen foretrak tvangslån frem for told. Først da kursen på statsgældsbeviser i 1474 faldt til 13%, var enden på dette system nær.
For de som havde tegnet sig for disse statsgældsbeviser havde dette finansieringssystems undergang graverende følger: I første omgang faldt renten til 1%, derefter blev betalingen mere og mere forsinket. I 1453 var man allerede 8 år bagud med rentebetalnigen. 10 år senere 13 år forsinket og i 1480 hele 21 år.
I 1463 indførte Venedig en direkte skat. Udviklingen blev afsluttet i 1482 med etableringen af Monte Nuovo. Betalingen var ikke længere baseret på de vanskeligt kontrollerbare angivelser fra de skattepligtige, men var baseret på en matrikel, som omfattede ejendomme og deres indkomst. Det nye beregningssystem bevirkede, at Venedig kunne udskrive omkring 1 mio. gulddukater fra sin i mellemtiden betydeligt større gruppe af velstående borgere. Dermed var byen en af de rigeste magter i verden dengang.

### Penge og møntpolitik
Allerede i 1407 konstaterede senatet, at "Syrien" (hermed mentes hele Mellemøsten) efterspurgte guld men ikke sølv. Trods det opgav man ikke straks dette betalingsmiddel. Det kunne hænge sammen med vekselkursen på gulddukater og de i Venedig cirkulerende små denarer, Denari piccoli. I 1284 svarede en dukat til 576 Piccoli, i 1380 1.032 og i 1417 sågar 1.212. Ganske vist forsøgte Timandsrådet, som prøvede at styre møntvæsenet strengere, at stoppe kursfaldet mellem 1472 og 1517 ved 1:1.488, men herefter faldt Piccolo mønten yderligere i værdi frem til 1592 og nåede ned på et kursforhold på 1:2.400. Værdifaldet på Piccolo kan hverken forklares med værdiforholdet mellem guld og sølv eller ud fra ydre faktorer, såsom pest eller krig. Når andelen af ædelmetal faldt, faldt udgifterne ikke i samme grad – forskellen inddrog staten. Allerede i 1379 lå denne forskel på 19%. Ved denne metode blev mønten imidlertid mindre og mindre, så man snart måtte præge mønter med firedobbelt (Quattrino) eller endda ottedobbelt (Ottino) pålydende af Piccolo. Det slog imidlertid snart ikke til, og derfor udsendtes der snart mønter på 2 og 4 soldi, hvilket svarede til 24 og 48 Piccoli.
For alle, som afhængig af indenlandske indkomster, udgjorde disse tiltag en alvorlig økonomisk belastning. Senatet blev imidlertid domineret af oversøiske købmænd, som til gengæld tjente godt på billige lønninger og varer. I storrådet var interessefordelingen noget anderledes, så her blev der i 1456 stillet krav om, at udstedelsen af kobbermønter skulle ophøre. Disse mønter var de eneste, som endnu var i omløb på fastlandet, da sølvmønterne var alt for utroværdige. Derfor havde Milanos fjendtlige møntpolitik, som truede med at styrte det venetianske pengesystem ud i rent kaos, baggrund i en situation, som senatet selv havde skabt.
I 1472 tiltog det stadig mægtigere Timandsråd sig tilsynet med møntvæsenet og anordnede, at alle mønter skulle kontrolleres for ægthed. Sølvmønterne fik ny værdi, en knap så værdifuld Grossetto blev præget og ligeså en dyrere Grossone, der havde et så stort sølvindhold, at 24 Grossoni igen svarede til en dukat.
Desuden befalede rådet, at de gamle denarer skulle inddrages, og der skulle for første gang sættes en Lira (= 240 Denar) i omløb. Den blev efter den regerende doge kaldt Lira Tron. Timandsrådets håndfaste kurs havde som konsekvens, at en gulddukat i de næste 45 år altid svarede til 124 sølv soldi.

### Banker og forsikringer
Allerede i den første fjerdedel af 1400-tallet kan man spore 14 private banker. De havde til huse ved markedet på Rialto, som samtidig udviklede sig til en børs, som samledes hver formiddag.
I den forbindelse havde en Banco de Scripta ikke kun en notarfunktion, i form af at den bevidnede kontobevægelser, men kunderne måtte stille kaution, således at banken havde store formuer til rådighed. Senatet ønskede at begrænse de risici, som opstod ved bankerne – selv om det var forbudt – ydede kredit med sikkerhed i disse kautioner. Således måtte de fra 1404 under ingen omstændigheder indskyde flere penge i handelsforetagender end de selv havde modtaget som lån. Kun ved handel med afgrøder måtte dette ske. Man risikerede at gå bankerot (banca rotta) hvis man derved kunne sikre kornforsyningen.
Vekselererne havde oprindeligt været en metode til at udveksle forskellige møntsorter på forskellige steder, men efterhånden udviklede vekslen sig til det vigtigste middel til overdragelse af pengeværdier – trods kirkens forbud mod rente. Dette forbud var rettet mod en egenskab ved vekslen, som i en vis forstand udviklede sig uønsket. Da der gik en vis tid mellem vekslingerne, blev denne metode næsten straks til et kreditinstrument, som man forlangte mere eller mindre skjulte renter for.
Desuden kunne man ved hjælp af veksler drage fordel af vekselkurserne mellem de forskellige møntsorter. Italienske bankierer og købmænd som Francesco Datini dominerede omkring 1400 denne metode fuldstændigt, og også venetianere som Giacomo Badoer beherskede denne form for spekulation til fuldkommenhed. Dette tiltrak i næste ombæring bankierer fra Tyskland, som benyttede sig af de strukturer, som var udviklet i Italien. I den forbindelse var klagemuligheden over veksler af central betydning. Denne mulighed blev kort efter 1400 indført i Barcelona.
Senest i slutningen af 1300-tallet var der i Venedig en søassurance, som den man havde længe havde haft i Genova og Firenze. I almindelighed var det imidlertid ikke skibet som sådan, der blev forsikret, men varerne ombord. Forsikringspræmien svingede meget, men lå i gennemsnit omkring 6% af varernes værdi. Svingningerne skyldtes rejsens længde, varen i sig selv og hvor sikker søvejen var.

### Bogholderi og handelsteknik
Kommunikationen indenfor de voksende og stadig mere komplekse handelsvirksomheder krævede omfattende korrespondance. Hertil kom, at de fleste købmænd meget hurtigt skiftede til at bruge deres modersmål Volgare i stedet for latin. Mens adelen længe efter betragtede skrivning med foragt, blev denne kompetence en del af grunduddannelsen i den den venetianske fjernhandel.
I almindelighed havde man tre års uddannelse i grundlæggende viden, herefter kom man på regneskole. Den egentlige omgang med købmandsregning (regnskabsbøger, kontoføring, bogholderi, osv.) lærte man imidlertid i praksis – dvs. i en købmandsgård.
Ved hjælp af bogholderiet blev det muligt at beregne gevinster og tab hurtigt og præcist, ved at man til stadighed ajourførte bøgerne, og dermed blev det også muligt at styre rationelt. Dog må man ikke overse, at ikke alle købmandshuse anså denne teknik for nødvendig. En klar beskrivelse og videre udbredelse fik dette system, som fik betegnelsen scrittura alla veneziana kom med bogen "Summa di Arithmetica" af Luca Pacioli fra 1494. I Venedig benyttede huset Soranzo og andre allerede systemet fra 1430'erne.
Desuden udvikledes en lang række forskellige bøger, kladder, hæfter, sedler samt overførsler, kopieringer og til sidst hemmelige bøger, såsom de af Francesco Datini, der i stort tal er bevaret. I 1400-tallet udvikledes en særlig håndbogstype med beskrivelse af bogholderimetoderne, såsom den Benedette Cotrugli skrev i 1494.
Dette system passede nøje sammen med metoderne til vareidentifikation og -registrering som købmændene og toldstederne benyttede. Også de regelmæssige meddelelser om valutakurser, om mål og vægt, om regionale handelsskikke, som optræder i købmandsbrevene, bidrog til at udvikle handelsvæsenet. Egentlige handelshåndbøger, kaldet pratiche della mercatura, optrådte i talrige håndskrifter. Informationsbehovet blev dækket af Venedig, idet staten overtog transport af meddelelser og sørgede for regelmæssige ilbud, som f.eks. tilbagelagde vejen fra Venedig til Brügge på en uge.

### Grundlæggende behov
Venedig var i 1400-tallet den næststørste by i Italien. Tilvandringen må imidlertid have været enorm, hvilket fik leje og købspriser på ejendom til at skyde i vejret. Byen greb ofte ind med prisreguleringer. Såkaldte calmieri fastlagde priserne på brænde, olie, kød og ikke mindst brød.
I princippet afpassede man prisen på brød efter prisen på hvede. Trods det ændrede prisen på brød sig meget sjældent, i stedet blev vægten tilpasset. Ved høje priser på hvede blev brødet mindre, ved lave priser større. Da Venedig alene til sine indbyggere måtte importere omkring 30.000 ton hvede – når man ser bort fra de enorme mængder, som forsynede det halve Norditalien – drejede det sig om et af de største forretningsområder overhovedet. Hertil kom, at det var et af de mest sprængfarlige, så farligt, at dogen i 1268 blev dræbt på åben gade, blot fordi der var rygter om prisstigninger. At det blot drejede sig om at gebyrerne ved møllerne skulle forhøjes, viser, at alle venetianere var klar over, at disse gebyrstigninger ville medføre, at brødene blev mindre.
Netop dette viser også, at leveforholdene var blevet væsentlig bedre i 1400-tallet, for selv om der blev opkrævet told og høje møllepenge til staten, skete det, uden at de nederste lag i befolkningen følte sig truet som 200 år tidligere.

### Land- og søkrige
Krigene i Nyere tid – især da stormagterne Frankrig, Spanien og det tyske kejserrige i 1508 berørte venetiansk område – adskilte sig betydeligt fra sine forgængere i sine følger for Venedig. Landkrigene var allerede længe blevet ledet af Condottieri (lejesoldater), som Venedig på grund af sine ressourcer havde råd til de dyreste af. Derved blev storbyen – bortset fra drænet i statskassen – i forbløffende grad forskånet fra økonomiske skader.
I søkrigene så det imidlertid anderledes ud. Her kæmpede de venetianske søfolk selv, ikke lejesoldater. Bortset fra de store omkostninger, som f.eks. krigen mod det Osmanniske rige 1499-1503 forårsagede, betød død, lemlæstelse og fangenskab skader på Venedigs økonomi. Mangel på arbejdskraft var i såvel kolonierne som selve Venedig altid et næsten uløseligt problem.

### Krisen mellem 1508 og 1517
Konflikten med den af Pave Julius 2. ledede Cambrailigaen, som bl.a. omfattede kejser Maximilian 1., og som forlangte Terra ferma, som var tidligere rigsområde, tilbageleveret, truede med at overstige Venedigs muligheder. Alliancen omfattede også Spanien, som forlangte de af Venedig besatte havne i Apulien tilbage, Frankrig, som krævede Cremona og Ungarn, som ville have Dalmatien indlemmet i sit område.
Kun ved at alle håndværkere stillede med frivillige, at matroser blev indsat som soldater på landjorden og ved, at man skaffede nye finansieringskilder,, lykkedes det for den senere doge Andrea Gritti i juli 1509 at generobre det tabte Padua.
I den forbindelse var gælden i Monte Vecchio nået op på 6 mio. dukater, mens Monte Nuovo kun var på ca. 3 mio. dokuter, så byen var stærkt forgældet og måtte indtil videre opgive en hver form for rentebetaling og tilbagebetaling. I stedet grundlagde man en Monte Nuovissimo og kort tid efter Monte del Sussidio, hvor allerede navnet antyder, at den kun tjente til understøttelse – af krigsmaskineriet..
Ganske vist ankom galejerne i sommermånederne med varer til en værdi af over 600.000 dukater, men disse varer kunne ikke afsættes, da Venedig var fuldstændig afskåret. Venedigs økonomi, som var helt afhængig af udenrigshandel, kunne kun overleve i kort tid uden kontakt med udlandet. Vendepunktet i krigen gav muligheder for diplomaterne, som det lykkedes at indgå et forbund med Spanien og Paven mod Frankrig.
Lige så katastrofal krigen og dens konsekvenser var i detaljen, lige så farlig var den portugisiske konkurrence indenfor handelen med krydderier (først og fremmest peber og nelliker) ligesom den transatlantiske gennem Antwerpen og Sevilla, men alligevel lykkedes det alligevel for Venedig at overleve som finanscentrum og som marked for metaller og varer fra det osmanniske rige. Og selv om osmannerne erobrede Ægypten i 1517, og Alexandria var lukket for handel i over 30 år, flyttede Venedig blot hele sin handel til Syrien, hvor omsætningen også drog fordel af opsvinget i Persien og det Osmanniske Rige selv. Da det tyske handelshus i Venedig blev genopbygget efter en ødelæggende brand i 1505, blev det gjort endnu større, men det var stadig ikke stort nok til at dække pladsbehovet. Klædeproduktionen blev 20-doblet mellem 1516 og 1569; men de stærkeste vækstrater oplevede produktionen af kunst og kunsthåndværk til det hurtigt voksende luksusmarked – både i Venedig og i hele Europa og Middelhavsområdet.
Selv om befolkningstallet i Venedig i 1509 vel var faldet til under 100.000, så steg det i sidste fjerdedel af 1500-tallet til omkring 175.000. Dette skyldtes ikke mindst, at nye erhverv blomstrede.
Den midlertidige blokering af levnedsmiddelmarkederne i øst og syd medførte, at mere kapital og arbejde blev investeret i udbygning af områderne i Norditalien. Dermed forsøgte man at sikre brødforsyningen uden at være ekstremt afhængig af udenrigspolitikken.

### Mellem spaniere og osmanner
I krigen mod osmannerne fra 1537 til 1540 var Venedig i forbund med kejser Karl 5.. Andrea Doria, som havde kommandoen over den fælles flåde, blev slået i 1538 i Søslaget ved Preveza, og for første gang lykkedes det osmannerne at få herredømmet til søs. Desuden måtte Venedig i 1540 indgå en fredsaftale, som betød afståelsen af hertugdømmet Naxos til osmannerne.
Indtil 1545 havde flådecheferne kunnet hyre et betydeligt antal frie mænd til galejerne, selv om de kun sjældent var venetianere. De kom fra Dalmatien, Kreta og Grækenland. Herefter gik man i stigende grad over til tvangsudskrivning af fanger og skyldnere, ligesom det længe havde været normalt i resten af Europa. På langt sigt havde det den konsekvens for arbejdsmarkedet, at stadig færre lønmodtagere tjente deres penge på havet.
Men selv om Venedig endnu en gang gjorde en uhyre kraftanstrengelse og igen indsatte al sin erfaring, kapital og arbejdskraft til at bygge 200 galejer, som i 1571 besejrede osmannerne i søslaget ved Lepanto, ændrede det intet ved, at Venedig ikke kunne følge med i kapløbet med Vestmagterne. Desuden støttede Spanien ikke længere Venedigs krav på Cypern, og derfor måtte Venedig ved freden i 1573 give endeligt afkald på øen.

## Nye konkurrenter, søhandelens dominans og tabet af kolonier (1571–1700)

### Kobbertid, papirpenge og billigere kredit
Trods visse fremskridt indenfor pengeoverførsel uden brug af mønter og indenfor kreditvæsen blev de europæiske økonomier længe ved med at være afhængige af tilførsel af tilstrækkelige mængder ædelmetal. Omkring 1660 ankom der fra Latinamerika guld og sølv til en værdi af omkring 365 ton sølv, mens Europa kun producerede 20-30 ton. Spanien brugte imidlertid hovedparten af metallet til at finansiere firsårskrigen mod Holland. I den forbindelse var det kortfristede finansielle interesser, som stod i forgrunden, men på langt sigt udløste denne politik en inflation, som var til skade for økonomien. Frankrig handlede på samme måde. Colbert, som var rådgiver for Ludvig 14. af Frankrig, ændrede denne politik ved at begrænse mulighederne for udførsel af ædelmetal og styrkelse af mulighederne for indførsel. I den forbindelse styrkede han eksportindustrierne, forhøjede kursen på guld i forhold til sølv og stabiliserede statsgælden i en grad, at mange udlændinge valgte at placere deres ædelmetaller her.
Vinderne i denne udvikling var Holland, som med dukaten som forbillede indførte gylden i form af en stor højt respekteret sølvmønt.
Ikke kun herved fik Holland og kort tid senere også England et afgørende forspring. Først grundlagde man en bank efter forbillede af Banco di Piazza di Rialto i Venedig – Amsterdamsche Wisselbank. Med den lykkedes det ikke blot at stabilisere møntfoden, men man gennemførte, at veksler på over 600 gylden kun måtte afregnes gennem denne clearingcentral. Man gik dog meget længere end i Venedig for at udvide pengemængden og omløbshastigheden. Man lod kunder deponere guld og udleverede til gengæld kvitteringer – recepisser. Derved blev Amsterdam til det største marked for ædelmetal, hvor alle mønter var til rådighed i tilstrækkelig mængde, men hvor der kun var recepisser i omløb for større beløb. En tilsvarende udvidelse af pengemængden opnåede man i Frankrig ved udstedelse af forrentede statspapirer, som ligeledes var omsættelige. Udover at de kunne bruges i dagligdagen og nød stor tillid betød det også, at pengemængden med et blev kraftigt forøget, hvilket fik renten til at falde og yderligere stimulerede handel og produktion.
Venedig derimod nærede mistro til denne kunstige oppustning af pengemængden og stod derfor overfor konkurrenter, som var udstyret med billige lån og rigeligt med ædelmetal.

### Kamp om monopoler
Tabet af Cypern var et højdepunkt i den række af nederlag, som først sluttede med tabet af Kreta (1645–69). Trods det forsvarede Venedig et vist monopol i Adriaterhavet, som først i 1717 ikke længere blev officielt anerkendt af Habsburgerne. Med nogen succes udbyggede man i 1581 havnen i Spalato (Split) og fjernede i 1590 enhver told fra osmanniske varer, som her nåede til venetiansk område.
Alt i alt blev de italienske staters forsøg på at ændre den økonomiske politik og derigennem bryde gamle monopoler til en stor trussel for Venedig. Det gjaldt i begrænset omfang for Ancona, som Pavestaten i 1593 erklærede som frihavn, men især for Livorno, som samme år blev til frihavn og hurtigt tiltrak en betydelig del af vareomsætningen med Mellemøsten. Også Ragusa, som forblev uafhængig af osmannerne mod betaling af tribut, blev en skarp konkurrent i Adriaterhavet.
Netop i denne periode faldt handelen med peber fra 1620 betydeligt efter at have holdt stand forbløffende længe. Få år senere blev peber ikke længere regnet for en østlig vare, men derimod for en vestlig (ponente). Hollændere og englændere havde i høj grad fået monopol på handelen med krydderier.
Katastrofer som pesten i 1630, som kostede næsten 50.000 venetianere livet, ledsagede den økonomiske stagnation. Dog kunne der fremskaffes 420.136 dukater til byggeriet af kirken Santa Maria della Salute, som blev blev opført som tak for ophøret af epidemien, også selv om byggeriet først blev færdigt i 1686.

### Industrier i tilbagegang, forskydninger til fastlandet, statsgæld
Engelsk og hollandsk klæde fortrængte i stigende grad venetiansk. Omkring 1600 havde Venedig stadig fremstillet 30.000 stykker uldklæde, men i 1700 var det kun 2.000. Man forsøgte sig med imitationer og fungerede i stigende grad kun som mellemhandlere. Sukker og bomuld, to voksende produktionsgrene siden 1400-tallet, flyttede efterhånden til Amerika, så produktionen af råsukker faldt mellem 1630 og 1700 fra 2 mio. pund til omkring 600.000.
Papirmøller, farverier, valkerier var der på sigt ikke plads til i en tætbefolket by. Derimod blev produktionen af sæbe, sukker, voks, forarbejdning af ædelmetal og kobber, møbelindustri og instrumentbyggeri samt især sejl- og tovmageri i Venedig. Holdningen var imidlertid i stigende grad imod fornyelser, således blev det først i 1784 tilladt at bruge skyttevæve. I stedet slog større virksomheder sig ned på fastlandet Terra ferma, hvor der opstod manufakturer med over 600 arbejdere (i Spilimbergo), i en virksomhed ved Treviso endda 1000. Papirindustrien samledes ved Toscolano-Maderno. Deres indtægter blev i 1615 vurderet til 40.000 dukater.
Rydning, dræning og bevanding tog til, så man antager, at landbrugsproduktionen nåede sit højdepunkt mellem 1550 og 1600. I alt bragte de nye industrier, herunder dyrkning af majs og ris mere kapital til landet.
Derimod faldt urbaniseringen mellem 1600 og 1700. Venedigs fastland var i 2. halvdel af 1500-tallet den mest urbaniserede region i Italien med over 20% af indbyggerne bosat i byer over 10.000 indbyggere, mens antallet af indbyggere på landet mellem 1548 og 1764 voksede fra 1,6 til 2,1 mio. Allerede i 1600 arbejdede over 25% af de beskæftigede udenfor landbruget. Omkring 1700 var Venedig derimod blevet selvforsynende med landbrugsvarer.
Belejringen af Candia på Kreta forøgede flytningen af mennesker og kapital til landområderne betydeligt. Således solgte byen af pengenød omkring 900 km² statslige områder, fortrinsvis mellem 1665 og 1682. Hertil kom salget af kirkegods fra 1676. Mens statsgælden i 1662 kun slugte 8% af statens indtægter, var tallet allerede i 1670 vokset til 54% ved en gæld på 35 mio. dukater. Krigen om Kreta skal have kostet Venedig 125 mio. dukater, hvilket svarede til 40 års indtægter for staten. I sin nød valgte adelen i 1646 at sælge optagelse i denne ellers lukkede stand for 100.000 dukater. Det gjorde 125 familier brug af frem til 2. halvdel af 1700-tallet. Deres opstigning udløste en strid om prestige mellem gamle og nye adelsfamilier, som frem for alt var livlig indenfor luksusindustrien.

### Merkantilisme og regionale kriser
Eksportindustrierne led frem for alt under landstaternes protektionisme og den økonomiske svækkelse af Middelhavsområdet. Allerede det osmanniske importforbud mod silke i 1540 havde tvunget silkeproducenter til at søge nye markeder. Den franske økonomiske politik afskar i stigende grad udenlandsk konkurrence for at fremme indenlandsk produktion og give penge i statskassen. Således indførtes der importforbud for muranoglas for at beskytte den kongelige glasmanufaktur. Det samme var tilfældet med den franske silkeproduktion. Mens Venedig omkring 1590 stadig havde fremstillet omkring 10.000 stykker dyr silke, var det omkring 1660 faldet til 2.300, om end det frem til 1700 igen voksede til omkring 6.000. Snart tillod man endda produktion af råsilke, en opgave som hidtil havde været varetaget af kolonierne, mens Venedig tog sig af forædlingen.
På samme måde virkede nedgangen i købekraften i Tyskland, som under Trediveårskrigen blev ramt af et stort fald i befolkningen og nedgang i økonomien.
Også de økonomiske impulser fra Spanien og Portugal svigtede i stigende grad, ligesom fra det osmanniske rige. Hele middelhavsområdet var i stagnation, hvor til kom det omsiggribende sørøveri på Barbareskkysten.
Omkring 1650 havde Venedig kun omkring 100 mellemstore og store skibe, om end dette antal frem til 1720 igen steg til over 200. Imidlertid var det fortrinsvis mindre skibe. Købmændene gik i stigende grad over til at købe hollandske skibe. Til sidste afskaffede senatet de århundredgamle særafgifter på udenlandske skibe. Skibsbygningsindustriens særstilling var for længst opgivet.
Til de ydre faktorer talte pesten, som især ramte Venedig hårdt i 1630'erne. Tabet af over en tredjedel af befolkningen betød at belejringen af Candia ramte byen endnu hårdere.
I den forbindelse viste en strukturel ulempe sig i stigende grad. Venedig svingede meget længere end Nordvesteuropa frem og tilbage mellem hensynet til statens finanser, protektionisme og frihandel. Således opkrævede byen i 1709/10 over 35.000 dukater i told på varer i det tyske handelshus Fondaco dei Tedeschi. På den anden side ville man fremme handelen med tyskerne, som gennemgående måtte betale lavere afgifter i Fondaco. Disse statslige toldindtægter var imidlertid yderst ufleksible og måtte endda tilpasses de skiftende "congiunture" – hvor konjunkturer skal forstås meget bredt – men selv bortforpagtning af tolden gav ikke de ventede indtægter, i stedet kom forpagteren i 1711 så meget bagud med betalingerne, at man truede ham med konfiskering af hans kaution på 4.000 dukater.
Alt i alt fulgte Venedig imidlertid i stigende grad, om end med forsinkelse, tidens økonomiske teori, merkantilismen. I begyndelsen af 1700-tallet blev der endnu solgt varer til en værdi af 650.000 dukater over Alperne, og for 800.000 til resten af Italien. Samtidig blev der solgt varer for 5 mio. dukater til Terra ferma. Venedig udgjorde således næsten en økonomisk miniverden indenfor for sit resterende statsområde.

## Stagnation (1700–1797)
Da de europæiske miner gav stadig mindre udbytter, vedblev afhængigheden af spanske og portugisiske ædelmetaller med at være meget høj. Den første guldfeber i historien, som indtraf i 1693-1695 i Brasilien, betød en tilgang til det europæiske marked i hele 1700-tallet på 10-15 ton årligt. Frem til midten af århundredet fordobledes også udbyttet fra de spanske sølvminer, som omkring år 1800 leverede over 700 ton om året. Disse mængder af ædelmetal betød en uhyre styrkelse af handelen med Asien, som altid havde aftaget store mængder ædelmetal, men kun lidt af det kom til Venedig.
Venedig gennemførte møntreformer i 1722 og 1733 og skar i lighed med Genova, Savoyen og Milano ned på antallet af møntsorter, skar ned på antallet af kobbermønter og tilpassede møntprægningen til prisforholdet mellem guld og sølv. Allerede nu gjorde man forsøg på en valutamæssig samordning af Italien, idet det blev stadig mere klart, at opsplitningen i mange valutaer var en hindring.
Desuden blev det stadig mere tydeligt, at valutapolitik var en vigtig faktor i den økonomiske politik. For at udvide pengemængden, som betød lavere renter, og dermed fik omsætningen til at vokse, forsøgte man at forøge brugen af penge, som ikke krævede ædelmetal. Det lod til at være nøglen til kappestriden mellem de nationale økonomier. Alligevel sluttede John Laws forsøg fra 1716 på at skabe en papirøkonomi i en katastrofe, som han kun undslap med livet i behold ved at flygte ud af Frankrig. Hans sidste år tilbragte han i Venedig, hvor han døde i 1729.
Venedigs adel var blevet alt for forsigtig og konservativ til at vove sådanne forsøg. Økonomien vedblev i langt højere grad afhængig af ædelmetaller og havde langt fra de nødvendige og kreditinstrumenter til rådighed og kunne alene på grund af sit kapitalmarkeds begrænsede størrelse ikke længere følge med.
Venedig blev i stigende grad en landbrugsstat, hvor handelen var afhængig af det forholdsvis beskedne indenlandske forbrug. Råvarer var dyre, men lønningerne lave, hvilket bibeholdt den indenlandske handel på et beskedent niveau. Også da kornhandelen i Toscana blev frigivet i 1764, hvilket på sigt stabiliserede forsyningen tydeligt, fortsatte Venedig med at være afvisende overfor en liberal levnedsmiddelforsyning.